# ولسوالی میمنه
ولسوالی میمنه یکی از ۱۴ ولسوالی‌‌‌‌ ولایت فاریاب، به مرکزیت شهر میمنه در شمال غربی افغانستان است. میمنه ۹۸٬۰۵۵ نفر جمعیت در سال ۱۳۹۹، سومین ولسوالی پر جمعیت‌ ولایت فاریاب می‌باشد.
ولسوالی میمنه از شمال شرق با ولسوالی خواجه سبزپوش ولی و ازشمال، غرب و جنوب با ولسوالی پشتون‌کوت محدود است.